# Реакция Этара
Реакция Этара — окисление метильной группы метилзамещенных ароматических соединений действием хромилхлорида:
Реакцию проводят в инертном растворителе (сероуглерод, метиленхлорид), добавляя к раствору алкилароматического соединения раствор хлористого хромила в двойном избытке, при этом выпадает коричневый осадок т. н. «комплекса Этара», содержащего два эквивалента хромилхлорида. Комплекс Этара затем разлагают водой, получая альдегид. Выходы в некоторых случаях превышают 80%, однако существенно колеблются в зависимости от природы заместителей и условий проведения реакции.
Иногда реакцией Этара называют окисление хлористым хромилом и других органических соединений (алкилароматических, алкенов и т.п.).
Метод был предложен А. Л. Этаром в 1877 г., использовавшим его для окисления цимола в соответствующий альдегид и затем для окисления замещенных толуолов в бензальдегиды.

## Механизм реакции
Детальный механизм реакции и строение комплексов Этара окончательно не выяснены.
Кинетические данные показывают, что реакция является реакцией первого порядка и по метиларену, и по хромилхлориду, таким образом, стадией, определяющей скорость реакции является медленное присоединение одной молекулы хромилхлорида с быстрым присоединением второй и образованием комплекса Этара. В случае метилбензолов в качестве промежуточного продукта первоначально были предложены дизамещенные по метилу соединения - с четырехвалентным и шестивалентным хромом:
Сам Этар предполагал, что оба атома хрома в комплексах четырехвалентны и они формально являются диацилалем бензальдегида, гидролиз которого образует сам бензальдегид.
Исследования комплексов Этара методом электронной спин-резонансной спектроскопии показали, что один из атомов хрома в этих комплексах является диамагнитным и, следовательно, шестивалентным, а второй - парамагнитным, т.е., вероятно, четырехвалентным и связанным с атомом Cr(VI) кислородным мостиком; в пользу этой структуры говорит тот факт, что при разложении комплексов Этара избытком диоксида серы образуются бензиловые спирты, гладко окисляющиеся в альдегиды избытком Cr(VI). Реакция разложения комплексов идет, вероятно, по сольволитическому механизму SN1, дополнительным подтверждением такого механизма является выделение ацетата бензгидрола при разложении комплексов Этара уксусной кислотой, содержащей SO2.
В настоящее время этот механизм считается наиболее вероятным.

## Применимость и модификации

### Окисление алкилароматических соединений
В классическом варианте реакция Этара проводится добавлением хромилхлорида к раствору алкилбензола в инертном растворителе (четыреххлористый углерод, сероуглерод) при отношении реагентов 2:1, что ведет к выпадению осадка нерастворимого комплекса Этара. Комплекс Этара далее разлагается водой, что ведет к образованию — в зависимости от исходного алкилбензола — альдегидов, кетонов, хинонов, галогенпроизводных или их смесей.
Так, толуол в этих условиях дает бензальдегид с выходом 90% с небольшими количествами бензилового спирта, хлористого бензила и бензилиденхлорида, o-, p- и m-ксилолы образуют соответствующие альдегиды в выходами 65%, 80% и 60% соответственно, дифенилметан окисляется до бензофенона с количественным выходом.
Бензилхлорид реагирует с хлористым хромилом аномально: реакция протекает медленно, в течение нескольких дней, при этом образуется аддукт 1:1, гидролиз которого дает бензальдегид с количественным выходом.
Моногалогензамещенные толуолы менее активны в этой реакции, чем толуол, гидролиз комплексов Этара этих соединений ведет к образованию смеси соответствующих альдегидов и бензилиденхлоридов, p-галогензамещенные толуолы дают более высокие выходы альдегидов, чем o-замещенные. Природа галогена в o-замещенных толуолах существенно влияет на протекание реакции: если в реакции с o-хлортолуолом образуется преимущественно альдегид (52%) с небольшим количеством соответствующего бензилиденхлорида, то в случае o-йодтолуола основным продуктом реакции является бензилиденхлорид, а выход альдегида составляет лишь 14%.
Все изомерные нитротолуолы при проведении реакции в четыреххлористом углероде образуют комплексы Этара, однако, если гидролиз аддуктов, образованных с m- и p-нитроторуолами дает нитробензальдегиды (41% для m- и 70% для p-изомера), то гидролиз комплекса Этара o-изомера ведет к исходному o-нитротолуолу.
В реакцию Этара вступают и другие алкилбензолы: так, пропилбензол в условиях реакции образует смесь α-хлорпропилбензола,бензилметилкетона и  пропиофенона, соотношение продуктов реакции зависит от отношения пропилбензола и хромилхлорида. Предполагалось, что первой стадией является образование атака хромилхлорида по α-углеродному атому пропилбензола с двумя дальнейшими путями реакции: с образованием хлорпропилбензола и образованием классического комплекса Этара. В свою очередь, комплекс Этара может разлагаться в условиях реакции с образованием 1-фенилпропена, который окисляется in situ избытком хромилхлорида до бензилметилкетона, неразложившийся комплекс Этара гидролизуется до пропиофенона. Однако в позднейших исследованиях с изотопными метками была показана миграция дейтерия из меченого а β-положение пропилбензола в α-положение бензилметилкетона, что соответствует эпоксидированию пропилбензола с образованием 1-фенилпропиленоксида с его дальнейшей перегруппировкой с гидридным сдвигом в бензилметилкетон.
Этилбензол в условиях реакции Этара окисляется аномально, образуя фенилуксусный альдегид с количественным выходом.

### Окисление алкенов
В отличие от алкилароматических соединений, образующих c хромилхлоридом комплексы Этара в молярном отношении 1:2, алкены образуют комплексы 1:1, дальнейший гидролиз этих комплексов в присутствии водного метабисульфита натрия ведет к смеси продуктов - хлоргидринов и 1-хлоркетонов.
Терминальные алкены могут быть окислены взаимодействием с хромилхлоридом и последующим восстановлением реакционной смеси цинковой пылью до альдегидов с препаративными выходами:
R1R2C=CH2 {\displaystyle \to } R1R2CH-CHO
Для такого окисления используют эквимолярное по отношению к алкену количество хромилхлорида, реакцию проводят в растворе при охлаждении (0–5°) в растворе метиленхлорида, добавляя к раствору алкена сначала раствор хромилхлорида, а затем цинковую пыль и воду. В реакцию вступают как 2,2-замещенные алифатические алкены (2,4,4-триметил-1-пентен), так и 2,2-замещенные винилбензолы (2-фенилпропен, 1,1-дифенилэтилен), выходы составляют от ~60% для ароматических до 70-80% для алифатических альдегидов.
Вицинальные алкены образуют различные продукты в зависомости от условий реакции, так, при проведении реакции в ацетоне преимущественно образуются α-хлоркетоны. Реакция идет через промежуточное образование и последующее окисление хлоргидринов: 
R-CH=CH-R + CrO2Cl2 {\displaystyle \to }R-CH(OH)-CHCl-R
R-CH(OH)-CHCl-R + [O] {\displaystyle \to } R-CO-CHCl-R
При проведении реакции в метиленхлориде при -78 °C в присутствии ацетилхлорида хлоргидринный интермедиат ацилируется in situ с образованием ацетилхлоргидринов.
R-CH=CH-R + CrO2Cl2 {\displaystyle \to }R-CH(OH)-CHCl-R
R-CH(OH)-CHCl-R + AcCl {\displaystyle \to }R-CH(OAc)-CHCl-R
Взаимодействие хромилхлорида с циклоалкенами в ацетоне при -70 °C дает 1-хлоркетоны, при этом циклододецен образует с выходом 79% 1-хлордодеканон, который может быть далее восстановлен цинковой пылью в уксусной кислоте с выходом 96% до циклододеканона.
Взаимодействие CrO2Cl2 с O-силилированными енолами ведет к региоселективному образованию α-гидроксикетонов.